# Louis Saintève
Louis Adolphe Eisser, dit Louis Saintève, né le 8 octobre 1882 à Châtellerault et mort le 25 août 1963 à Paris 15e, est un chanteur lyrique et un acteur français.

## Biographie
Fils d'un officier d'artillerie, Louis Eisser eut deux carrières artistiques successives : il fut pendant plus de 30 ans chanteur ténor, d'abord sous son véritable nom puis sous celui de Louis Saintève,, jusqu'à la Seconde Guerre mondiale, puis, après s'être retiré des scènes lyriques, entama une carrière d'acteur à partir du milieu des années 1940.
À l'époque de son mariage en 1906, Louis Eisser se déclare sans profession bien que le journal L'Art lyrique, en annonçant la nouvelle, le présente comme étant son correspondant parisien et précise même qu'il est connu dans le milieu littéraire sous le nom de Louis Hodde. Il semble donc bien qu'il ait mené sa carrière d'artiste lyrique plutôt en dilettante et que sa principale activité et source de revenus était dans le commerce,.
Pendant la Première Guerre mondiale, il est affecté au 33ème régiment d'artillerie de campagne comme sous-lieutenant puis comme lieutenant. À la fin du conflit, il reprend ses activités commerciales et artistiques jusqu'au début de la Seconde Guerre mondiale. On perd sa trace pendant une grande partie de l'Occupation jusqu'à ce que son nom apparaisse au générique de La Vie de plaisir, film d'Albert Valentin sorti sur les écrans en mai 1944, qui connaîtra le même destin que Le Corbeau d'Henri-Georges Clouzot sorti au mois de septembre de l'année précédente. Il avait alors 62 ans.
Dès lors, la stature et la voix de Louis Saintève le cantonneront souvent dans des seconds rôles d'hommes d'église ou d'hommes de loi. Il meurt à l'Hôpital Necker à l'âge de 80 ans, 4 mois seulement après la sortie de son 45ème et dernier film Les Bonnes Causes de Christian-Jacque où il interprétait un avocat aux côtés notamment de Pierre Brasseur, Virna Lisi, Bourvil et Marina Vlady.

## Filmographie

### Cinéma
- 1944 : La Vie de plaisir de Albert Valentin : le tailleur
- 1949 : Lady Paname de Henri Jeanson : un ami
- 1951 : Jeux interdits de René Clément : le curé
- 1952 : Elle et moi de Guy Lefranc : un invité
- 1952 : Monsieur Leguignon lampiste de Maurice Labro : un assesseur
- 1952 : Nous sommes tous des assassins de André Cayatte : le président du tribunal pour enfants
- 1953 : Le Blé en herbe de Claude Autant-Lara : le curé
- 1953 : Madame de... de Max Ophüls : un passant
- 1954 : Le Fil à la patte de Guy Lefranc : le curé
- 1954 : Madame Du Barry de Christian-Jaque : le curé
- 1954 : Si Versailles m'était conté de Sacha Guitry : le curé
- 1956 : Elisa de Roger Richebé : le curé
- 1956 : Je reviendrai à Kandara de Victor Vicas
- 1956 : La mariée est trop belle de Pierre Gaspard-Huit : le curé
- 1956 : Bob le flambeur de Jean-Pierre Melville
- 1956 : Notre-Dame de Paris de Jean Delannoy
- 1957 : Le Grand Bluff de Patrice Dally
- 1957 : Le Septième Ciel de Raymond Bernard
- 1957 : Une parisienne de Michel Boisrond : le valet du prince
- 1957 : Les Violents de Henri Calef : le clerc de notaire
- 1958 : Maigret tend un piège de Jean Delannoy : un badeau
- 1958 : Vive les vacances de Jean-Marc Thibault
- 1960 : Le Bois des amants de Claude Autant-Lara : le curé
- 1960 : La Vérité de Henri-Georges Clouzot
- 1961 : Dans la gueule du loup de Jean-Charles Dudrumet
- 1961 : Le crime ne paie pas, film à sketches  de Gérard Oury : Le garçon de café (dans le sketch L'Affaire Hugues)
- 1961 : La Gamberge de Norbert Carbonnaux : le grand-père
- 1961 : Léon Morin, prêtre de Jean-Pierre Melville : le curé
- 1962 : Arsène Lupin contre Arsène Lupin de Édouard Molinaro : un homme à l'inauguration
- 1962 : Landru de Claude Chabrol : l'assesseur somnolent
- 1962 : Les Ennemis de Édouard Molinaro : le client qui veut rentrer au bistrot
- 1962 : Dossier 1413 d'Alfred Rode : un homme à la soirée du Docteur Rossi
- 1963 : Les Bonnes Causes de Christian-Jaque : un avocat

### Télévision
- 1956 : En votre âme et conscience, épisode : Le secret des Feynarou de  Claude Barma
- 1960 : En votre âme et conscience, épisode : Le Procès de Celestine Doudet ou le Secret de Mademoiselle de Jean Prat
- 1961 : Les Templiers, téléfilm de Stellio Lorenzi : De Gonneville
- 1962 : Oliver Twist, téléfilm de Jean-Paul Carrère : un homme
- 1962 : Les Célibataires, téléfilm de Jean Prat : le curé.

## Théâtre
- 1957 : Le Repoussoir de Rafaël Alberti, mise en scène André Reybaz, Théâtre de l'Alliance française